# Bonifacio Radicati
Bonifacio II Radicati (Asti, ... – dopo il 1260) è stato un vescovo cattolico italiano.
È stato vescovo di Asti dal 1245 al 1260.

## Biografia
Di origine patrizia, proveniva dalla famiglia Radicati di Cocconato. Precedentemente era stato investito del titolo di procuratore della Chiesa di Asti.
Nel periodo di carica di Bonifacio la Chiesa di Asti fu impegnata a mantenere i propri diritti e le proprie terre contro il comune di Montregale, l'antico nome di Mondovì e il suo alleato, quello di Asti.
I monregalesi scomunicati già precedentemente dal vescovo Oberto, si videro confermare la censura ecclesiastica anche da Bonifacio.
Inoltre, il papa Innocenzo IV il 12 ottobre 1247 ordinò al suo delegato Jacopo Sala di informare gli ordini religiosi monregalesi (frati minori, predicatori, templari ed ospedalieri) di astenersi dall'effettuare i servizi religiosi e di disseppellire i cadaveri degli scomunicati dai camposanti.
Alla fine il Pontefice inviò una lettera di esortazione agli astigiani il 26 luglio 1251, ma solamente nel 1257, sotto il pontificato di Alessandro IV, gli animi si placarono.
I monregalesi costituirono un gruppo di nobili capeggiati dalla famiglia Bressano che si recò per trattare con Bonifacio.
Il 1º aprile 1258 il vescovo di Asti assolse i Bressano e i monregalesi dalla scomunica inferta con la restituzione dei castelli di Vico Torre, Montaldo, Roburent, Carrù, Piozzo e Carassone.
Secondo il Vergano, il vescovo Bonifacio non fu mai consacrato, perché ancora nel suo ultimo documento conosciuto del 1260, si definisce vescovo eletto.